# Краснов, Владимир Николаевич
Владимир Николаевич Краснов (род. 17 октября 1948 года, Комсомольское) — советский и российский тренер и преподаватель по маунтинбайку. Заслуженный тренер России (2004). Кандидат педагогических наук (1997).

## Биография
Владимир Николаевич Краснов родился 17 октября 1948 года в селе Комсомольское Комсомольского района Чувашской ССР. Чемпион и рекордсмен Чувашии по велоспорту. В 1971 году окончил факультет иностранных языков Чувашского государственного педагогического университета имени И. Я. Яковлева по специальности «учитель английского языка».
После окончания университета работал преподавателем физической культуры Чувашского государственного университета. С 1995 года работает тренером-преподавателем республиканской специализированной ДЮСШ олимпийского резерва по велоспорту им. В. Н. Ярды. Одновременно с 2006 года является профессором кафедры спортивных дисциплин факультета физической культуры Чувашского государственного педагогического университета, преподаёт теорию и методику велосипедного спорта, а также повышение спортивного мастерства в маунтинбайке. В 1997 году защитил диссертацию на тему «Применение велотренажерного комплекса в учебно-тренировочном процессе».
Также с 2004 по 2008 год был тренером женской сборной команды России по маунтинбайку, в том числе на Олимпийских играх 2004 года.
За годы тренерской работы Краснов подготовил 1 заслуженного мастера спорта, 3 мастеров спорта международного класса и более 50 мастеров спорта СССР и России, среди которых:
- Ирина Калентьева — бронзовый призёр Олимпийских игр 2008 года, двукратная чемпионка мира (2007, 2009)[6][7][8],
- Надежда Пашкова — чемпионка СССР 1989 года, чемпионка России[9],
- Вера Андреева — чемпионка России 2013 года,
- Ксения Кириллова — чемпионка летней Универсиады 2011 года,
- Ольга Терентьева — чемпионка России.

## Награды и звания
- Мастер спорта СССР по велосипедному спорту (1968).
- Медаль «За трудовое отличие» (1986).
- Заслуженный работник физической культуры и спорта Чувашской ССР (1990).
- Медаль «80 лет Госкомспорту России» (2003).
- Заслуженный тренер России (2004).
- Заслуженный тренер Чувашской республики (2007).
- Медаль ордена «За заслуги перед Отечеством» II степени (2010)[10].
- Медаль ордена «За заслуги перед Чувашской Республикой».